# 양황기

양황기 깃발

양황기(鑲黃旗, 만주어: ᡴᡠᠪᡠᡥᡝ
ᠰᡠᠸᠠᠶᠠᠨ
ᡤᡡᠰᠠ, 묄렌도로프: Kubuhe suwayan gusa, 청: Kubuhe suwayan gvsa)는 청나라 시기 팔기의 두기(頭旗, 만주어: ᡶᡝᡵᡝ
ᡤᡡᠰᠠ, 묄렌도로프: fere gusa)로 부르면서 팔기의 우두머리이다. 양황기로 이름이 붙혀졌고, 같은 상삼기로 정황기와 정백기도 있다.
한족 문화의 "정복(正副)" 관념의 영향을 받아, 현대의 민중 영화, 드라마는 대부분 정황기를 팔기의 우두머리로 오인한다. 실제로 양황기가 팔기의 우두이고, 황제의 호구(戶口)도 양황기에 등록해 "양황기 제1참령 제1좌령 상어명(上御名)"이라고 한다.

## 개요
양황기는 만주, 몽골, 한군 이 세 부분으로 나눠 별도의 기주(旗主)를 두지 않고 황제가 직접 통솔한다. 청나라 말기, 양황기 하에 84개의 정좌령과, 2개의 반분좌령이 있었는데, 대략 기적에 있는 인구는 2만 6천명 정도 있었고, 가족을 모두 포함하면 약 13만명이다. 《광서회전사례》에는 종실 1개, 각라 4개, 신만주 4개, 몽골 9개, 러시아 1개, 만주 65개 반으로 기록돼있다.
황제와 후비, 선조의 비빈, 분가하지 않은 황자와 시집가지 않은 공주도 양황기에 소속되었다.
옹정 원년 (1723년), 옹정제의 뜻에 따라 베이징성에 팔기도통아문을 처음 설치하였다. 그중에서도 양황기 만주, 몽골, 한군의 도통아문은 지팡이 골목에 설치되어있어, "이관기관공소(该管旗官公所)”였다.
옹정 6년 (1728년), 주준장 안정문 내 큰길의 관방 한 곳을 만몽한도통아문(滿蒙漢都統衙門)으로 삼아 면적을 57칸으로 지었다.
옹정 7년 (1729년), 주준만주도통아문은 동직문 내대로에 이설되었다. 관방 1개소, 총 면적은 75칸이다.
건륭 2년 (1737년), 만주도통아문은 안정문거리 교차로인 동관미국으로 옮겨 36칸의 가옥을 지었다.
건륭 7년 (1742년), 관아 뒷집 31칸을 사들였다.
건륭 35년 (1770년), 23칸 반을 증축했다. 건륭 19년 (1754년), 몽골도통아문은 신교 남족으로 이전하였고, 건물은 41칸이었다. 한군도통아문은 여전히 안정문 거리에 있었다.
광서부터 선통 연간, 만주도통아문은 안정문 거리로 돌아왔고, 한군도통아문은 만주도통아문의 가장 북쪽에 있고, 몽골도통아문은 동직문거리 북신교길에 있었다.
중국 제1역사기록보관소에 소장된 민국시대 조사자료에 따르면, 만주도통아문은 동성 교도구 동39번지였다. 당시에는 대중학교(大中學校) 사유지에 있어서 출입할 수 없었고, 외관 또한 볼 수 없었기 때문에, 사진이나 그림을 남길 수 없었다. 몽골도통아문은 동쪽 직문초장 16번지에 있다. 중원은 닫혔고, 옆 뜰에는 잡인들이 거처하여 외규를 하고 초도를 그렸다. 한군도통아문은 동성교차로 남길 79번지에 있다. 군경감찰처 제4지점이어서 들어갈 수 없고, 외부에서도 안을 볼수 없기 때문에 사진이나 그림이 없다.

## 양황기 출신 인물
| 만주                                                                                         | 만주                                                                                              | 한족                                              |
| -------------------------------------------------------------------------------------------- | ------------------------------------------------------------------------------------------------- | ------------------------------------------------- |
| - 액역도 - 비영동 - 갈개 - 오배 - 알필륭 - 동국유 - 융과다 - 윤계선 - 효현순황후 - 부찰 부항 | - 부찰 복강안 - 해란제 - 효화예황후 - 효정현황후 - 일리부 - 의극당아 - 문수 - 동국강 - 효의순황후 | - 범승모 - 고악 - 연갱요 - 풍영렴 - 장용 - 이세륜 |

## 같이 보기
- 팔기제